# 1338 Duponta
Az 1338 Duponta (ideiglenes jelöléssel 1934 XA) a Naprendszer kisbolygóövében található aszteroida. Louis Boyer fedezte fel 1934. december 4-én, Algírban.